# Stenocercus boettgeri
Stenocercus boettgeri — вид ігуаноподібних ящірок родини Tropiduridae. Ендемік Перу.

## Поширення і екологія
Stenocercus boettgeri мешкають на східних схилах Перуанських Анд в регіонах Уануко, Паксо і Хунін. Вони живуть у вологих гірських тропічних лісах і чагарникових заростях, в тріщинах серед скель, порослих лишайниками. Зустрічаються на висоті від 1470 до 3250 м над рівнем моря.